# Xinjin

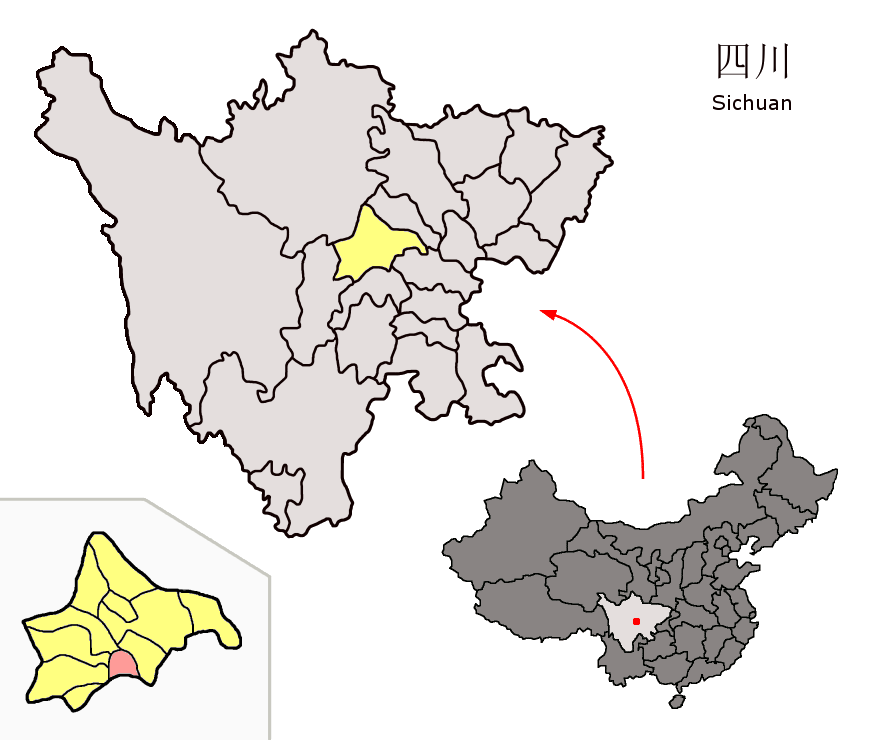
Lage des Kreises Xinjin

Xinjin (新津县,  Xīnjīn Xiàn) ist ein Kreis der Unterprovinzstadt Chengdu in der chinesischen Provinz Sichuan. Er hat eine Fläche von 330,8 km² und zählt 363.591 Einwohner (Stand: Zensus 2020).
Die Stätten der prähistorischen Städte der Chengdu-Ebene (Chengdu Pingyuan shiqian chengzhi 成都平原史前城址) und der Guanyin-Tempel (Guanyin si 观音寺) stehen seit 2001 auf der Liste der Denkmäler der Volksrepublik China.